# Danmarks Tekniske Kulturarv
Danmarks Tekniske Kulturarv er en hjemmeside og et digitalt arkiv med digitalisering af ældre tekniske bøger.
Materialet der ligger grund for arkivet er fra DTU Bibliotek,
som udgår fra Den Tekniske Forenings Bibliotek og Dansk Ingeniørforenings bogsamling.
Det omfatter omkring 500 bøger fra før 1920.
De fleste bøger er på dansk, men der er dog også engelsk-sprogede bøger.
Hjemmesiden blev annonceret i første halvdel af 2021.
Projektet blev til med støtte fra Aage og Johanne Louis-Hansens Fond, Martha og Paul Kerrn-Jespersens Fond og Otto Mønsteds Fond.

## Eksempler fra samlingen
- Poul la Cour (1900), Forsøgsmøllen, København: Det Nordiske Forlag, Wikidata  Q106634864
- Cycle Repairing and Adjusting, Cassell, 1916, Wikidata  Q106634937
- Fritz Schmitto (1916), Motorcyklen og dens Behandling, København, Wikidata  Q106765014
- Alfred Nervø (1920), 100 Vink og Raad for Automobilister, København, Wikidata  Q106634919